# Pelota irlandesa
La pelota irlandesa (en Irlanda llamado normalmente handball; en irlandés: liathróid láimhe) es un deporte donde los jugadores golpean una pelota con la mano o puño contra una pared, el frontis, tratando de evitar que el adversario pueda devolverla. Se disputa entre dos jugadores (individuales) o entre dos parejas (dobles).
Este deporte, muy popular en Irlanda, es parecido a la pelota galesa, a la pelota vasca, a la segoviana o valenciana, y más remotamente al raquetbol o al squash. Es uno de los cuatro juegos gaélicos cuya competición organiza la Asociación Atlética Gaélica (GAA), que engloba a la Asociación de pelota irlandesa.

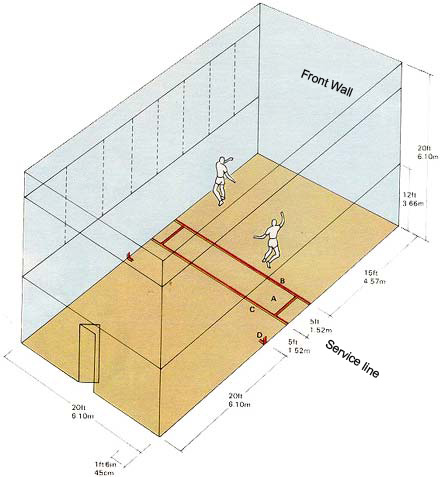
Una cancha del juego de pelota típico

## Cancha
La pelota irlandesa se juega en un cancha que mide 18 m de largo y 9 m de ancho, con un frontis de 6 m de altura. 
También se juega en canchas de 12 x 6 m con la pared frontal de 6 metros. Este formato, que se introdujo en 1969, constituye el estándar en la versión internacional del juego.

## Reglas
El objetivo del juego es ser el primero en puntuar. Los puntos son sólo puntuados por la persona que saca la pelota (servidor). En otras palabras, si un jugador gana un juego pero no sacó al inicio (restador), solo ganará la ventaja de sacar y, por ello, la posibilidad de puntuar en el juego siguiente. El servidor tiene dos oportunidades para sacar la pelota del "área de servicio" (entre las dos líneas paralelas), del frontis y a través de la "línea corta" (localizada exactamente en la parte de la cancha de mitad para abajo del frontis).
Los jugadores se turnan para golpear la pelota contra la pared antes de que la pelota rebote dos veces en el suelo de la cancha después del tiro anterior de su oponente.  
Suele jugarse a cuatro paredes (4-Wall), si bien existe la modalidad de una pared (1-Wall) o frontón internacional.